# Цзюй Чжэн
Цзюй Чжэн (кит. упр. 居正, пиньинь Jū Zhèng, 8 ноября 1876 — 23 ноября 1951) — китайский политик, член Гоминьдана. С 1932 по 1948 годы возглавлял Судебный юань. На президентских выборах 1948 года Цзюй Чжэн выступил в качестве оппонента Чана Кайши.

## Биография
Цзюй Чжэн родился в Гуанцзи, провинция Хубэй. Он присоединился к революционной организации Тунмэнхой, основанной Сунь Ятсеном, во время учебы на юридическом факультете университета Нихон в Японии в 1907 году. Позже он работал в газетах на китайском языке в Рангуне и Сингапуре. Он вернулся в Китай, чтобы работать в революционной фракции в провинции Хубэй. В 1912 году он на короткое время стал вице-министром внутренних дел Временного правительства в Нанкине. Он был командиром форта к северу от Шанхая во время Второй революции в июле 1913 года. В 1916 году Цзюй Чжэн возглавил восстание против Юань Шикая в провинции Шаньдун и захватил город Вэйфан. В 1921 году Сунь Ятсен назначил его министром внутренних дел в базировавшемся в Гуанчжоу революционном правительстве Китая.
Цзюй Чжэн был одним из основателей Фракции западных холмов (Сишань хуэйи), сформированной после смерти Сунь Ятсена в 1925 году. Эта группа выступила против коммунистического влияния на Гоминьдан. Цзюй Чжэн был назначен президентом Судебного юаня в 1932 году (эта была одна из пяти ветвей власти в системе Гоминьдана). На президентских выборах 20 апреля 1948 года Цзюй Чжэна уговорили выступить против кандидатуры Чана Кайши, и он получил 10 процентов голосов в Национальном Собрании, Чан был избран большинством. После ухода с поста главы Судебного юаня 1 июля 1948 года, Цзюй работал в ревизионной комиссии. Когда Гоминьдан потерпел поражение от китайских коммунистов в 1949 году, он бежал на Тайвань.
В 1950 году Цзюй Чжэн стал соучредителем Тамканского колледжа английского языка (в настоящее время Тамканский университет в Тайбэе). Он умер 23 ноября 1951 года. Его сын, Цзюй Хаожань, стал преемником на посту главы Тамкана. 8 ноября, в день рождения Цзюй Чжэна, ежегодно отмечается день основания школы. Школьная мемориальная библиотека названа в его честь.